# ماي مولر
ماي مولر (مواليد 26 أغسطس 1997) هي مغنية وكاتبة أغاني إنجليزية، مثلت المملكة المتحدة في مسابقة الأغنية الأوروبية 2023.

## روابط خارجية
ماي مولر على موقع IMDb (الإنجليزية)
- ماي مولر على موقع روتن توميتوز (الإنجليزية)
- ماي مولر على موقع ميوزك برينز (الإنجليزية)
- ماي مولر على موقع أول ميوزيك (الإنجليزية)
- ماي مولر على موقع ديسكوغز (الإنجليزية)
- ماي مولر على موقع قاعدة بيانات الفيلم (الإنجليزية)